# Odvorci
Odvorci je bivše skupno naselje u Republici Hrvatskoj danas na području općina Sibinj i Brodski Stupnik u Brodsko-posavskoj županiji i grada Pleternice u Požeško-slavonskoj županiji.

## O naselju
Odvorci su do 1931. iskazivano kao skupno naselje. Sastojalo se od naselja Brčino (općina Sibinj), Čelikovići (općina Sibinj), Grgurevići (općina Sibinj), Grižići (općina Sibinj), Jakačina Mala (općina Sibinj), Krajačići (općina Brodski Stupnik), Ravan (općina Sibinj),  Bilice (Pleternica), Brđani (Pleternica) i Mihaljevići (Pleternica). Odvorci danas postoje kao katastarska općina, te župa sa sjedištem u Grgurevićima.

## Stanovništvo
Prema popisu stanovništva iz 1931. kada je bilo samostalno naselje Odvorci je imalo 1.366 stanovnika. 
| broj stanovnika | 675   | 1351  | 1162  | 183   | 148   | 1237  | 1213  | 1366  |       |       |       |       |       |       |       |
|                 | 1857. | 1869. | 1880. | 1890. | 1900. | 1910. | 1921. | 1931. | 1948. | 1953. | 1961. | 1971. | 1981. | 1991. | 2001. |